# Stora Alljungen
Stora Alljungen är en sjö i Karlskrona kommun i Blekinge och ingår i Nättrabyåns huvudavrinningsområde. Sjön är 21,3 meter djup, har en yta på 1,81 kvadratkilometer och befinner sig 84,5 meter över havet. Sjön avvattnas av vattendraget Lillån. Vid provfiske har bland annat abborre, braxen, gädda och gös fångats i sjön.
På 1850-talet grävde femton bönder olagligt ett dike mellan Stora Alljungen och Skäravattnet varvid sjöytan sänktes med flera meter. Bönderna tvingades dock fylla igen diket och vattennivån i sjön återställdes. 1890 sänktes dock Stora Alljungen permanent med 3,6 meter.

## Delavrinningsområde
Stora Alljungen ingår i det delavrinningsområde (625082-148221) som SMHI kallar för Utloppet av Stora Alljungen. Medelhöjden är 101 meter över havet och ytan är 22,98 kvadratkilometer. Det finns inga avrinningsområden uppströms utan avrinningsområdet är högsta punkten. Lillån som avvattnar avrinningsområdet har biflödesordning 2, vilket innebär att vattnet flödar genom totalt 2 vattendrag innan det når havet efter 28 kilometer. Avrinningsområdet består mestadels av skog (66 %) och jordbruk (12 %). Avrinningsområdet har 2,12 kvadratkilometer vattenytor vilket ger det en sjöprocent på 9,2 %.

## Fisk
Vid provfiske har följande fisk fångats i sjön:
- Abborre
- Braxen
- Gädda
- Gös
- Mört
- Sarv
- Sik
- Sutare